# 奥泽兰河
奥泽兰河（法語：Ozerain，法語發音：[ozʁɛ̃]）是法国勃艮第-弗朗什-孔泰大区科多尔省的河流，是布雷讷河的右支流，长35.8千米。